# 不二運輸
不二運輸株式会社（ふじうんゆ、英文社名：fuji unyu Co., Ltd.）は、静岡県沼津市に本社を置く物流企業である。

## 主力製品・事業
貨物自動車運送業、機械据付並びに解体組立工事一式、引越事業、営業倉庫、国内外梱包、通関業、産業廃棄物収集運搬業、労働派遣業、医療機器の製造、前各号に対する一切の業務

## 主要事業所
- 本社 ： 静岡県沼津市双葉町9番11-2号
- 沼津営業所 ： 静岡県沼津市岡一色字小谷津649-1
- 静岡営業所 ： 静岡県静岡市駿河区敷地2-4-5
- 長泉営業所： 静岡県駿東郡長泉町南一色字中山地643-1
- 河口湖営業所 : 山梨県南都留郡富士河口湖町勝山2955
- 湯河原営業所 : 神奈川県足柄下郡湯河原町土肥5-19-10
- つくば営業所： 茨城県坂東市幸神平41-1
- 神奈川営業所 : 神奈川県海老名市中新田5-18-1　SOSiLA海老名1階

## 海外事業所
- TOYO TRAS (Thailand) LTD （タイ王国）

## 沿革
- 1962年 - 資本金200万円にて沼津市城内西城町に設立
- 1962年 - 一般区域事業免許取得、事業開始
- 1964年 - 資本金500万円に増資
- 1967年 - 下香貫に本社、車庫移転
- 1968年 - 重量機械取扱部門設置
- 1971年 - 倉庫保管業務開始
- 1978年 - 静岡県引越専門協同組合沼津センター設立引越部門営業開始
- 1981年 - 資本金1,500万円に増資
- 1984年 - 資本金2,500万円に増資
- 1984年 - 株式会社不二通商設立
- 1989年 - 沼津北営業所開設
- 1991年 - 資本金3,500万円に増資
- 1991年 - 資本金4,500万円に増資
- 1999年 - 長泉物流センター開設
- 1999年 - 営業倉庫免許 取得
- 2000年 - 株式会社テクネッツ設立
- 2001年 - 産業廃棄物収集運搬業務開始
- 2002年 - タイ現地法人買収 国際業務開始
- 2002年 - 労働者派遣業 取得
- 2003年 - ISO9001認証 取得
- 2004年 - ISO14000 認証取得
- 2007年 - 本社を現在の双葉町へ移転
- 2007年 - 静岡県引越専門協同組合静岡南センター開設
- 2008年 - リスクアセスメント導入 事業場賞 取得
- 2010年 - 医療機器の製造業 取得
- 2012年 - 創業50周年を迎える
- 2013年 - 資本金6,300万円に増資
- 2014年 - 株式会社ネオ・クリエイション設立
- 2015年 - 北関東支店　つくば物流センター開設
- 2015年 - 河口湖営業所　開設
- 2017年 - 北関東支店内　冷蔵・冷凍センター建設
- 2017年 - 神奈川県厚木市に厚木営業所を新設
- 2018年 -河口湖営業所第2倉庫 竣工
- 2018年 - 厚木物流センターを相模原物流センターへ移転（現 相模原営業所）
- 2019年 - 静岡営業所を移転
- 2020年 - 河口湖営業所第3倉庫 竣工
- 2021年 - エンジニアリング本部移転　エンジニアリング本部（長泉事業所）開設
- 2023年 - 相模原営業所を海老名市へ移転（現 神奈川営業所）